# Windows Anytime Upgrade
Windows Anytime Upgrade war ein Geschäftsmodell von Microsoft zum Vertrieb von Windows Vista und Windows 7 über das Internet. Die Anwender erhalten für alle Editionen eine identische Installations-DVD und installieren die jeweils passende Edition nach Eingabe ihres Lizenzschlüssels. Unterschiedliche Datenträger sind nur noch für die 32-Bit- und die 64-Bit-Version notwendig. Microsoft sowie die Benutzer haben den Vorteil, nicht für jede Edition eine andere DVD herstellen bzw. bereithalten zu müssen.
Mittlerweile (Stand 2016) ist Anytime Upgrade unter Windows Vista und Windows 7 nicht mehr nutzbar.